# Bakersville (Karolina Północna)
Bakersville – miasto w Stanach Zjednoczonych, w stanie Karolina Północna, siedziba administracyjna hrabstwa Mitchell.